# Lingue Chimbu-Wahgi
Le lingue Chimbu-Wahgi sono una famiglia linguistica talvolta inclusa nella proposta della Trans-Nuova Guinea.

## Lingue
Ci sono pochi dubbi sulla validità della famiglia Chimbu-Wahgi. Le lingue sono:
- Famiglia Chimbu-Wahgi:
  - Chimbu (Simbu):
    - Kuman (Chimbu)
    - Chuave
    - Nomane
    - Gloin-Dom
    - Salt-Yui
    - Sinasina

  - Terre Alte dell'Ovest:
    - Maring
    - Narak-Kandawo

  - Wahgi Valley
    - Nii
    - Wahgi
    - Yu We

  - Mount Hagen
    - Melpa
    - Imbo Ungu
    - Umbu-Ungu
    - Mbo-Ung